# Frades
Frades – gmina w Hiszpanii, w prowincji A Coruña, w Galicji, o powierzchni 81,56 km². W 2011 roku gmina liczyła 2566 mieszkańców.